# USS Pope (DE-134)
USS Pope (DE-134) là một tàu hộ tống khu trục lớp Edsall từng phục vụ cùng Hải quân Hoa Kỳ trong Chiến tranh Thế giới thứ hai. Nó là chiếc tàu chiến thứ hai của Hải quân Hoa Kỳ được đặt cái tên này, theo tên Thiếu tướng Hải quân John Pope (1798-1876), người từng tham gia cuộc Nội chiến Hoa Kỳ. Nó đã phục vụ cho đến khi chiến tranh kết thúc, xuất biên chế năm 1946, rồi bị tháo dỡ vào năm 1973. Pope được tặng thưởng ba Ngôi sao Chiến trận cùng chia sẻ danh hiệu Đơn vị Tuyên dương Tổng thống  do thành tích phục vụ trong Thế Chiến II.

## Thiết kế và chế tạo
Lớp Edsall có thiết kế hầu như tương tự với lớp Cannon dẫn trước; khác biệt chủ yếu là ở hệ thống động lực Kiểu FMR do được trang bị động cơ diesel Fairbanks-Morse dẫn động qua hộp số giảm tốc đến trục chân vịt. Đây là cấu hình động cơ được áp dụng rộng rãi trên tàu ngầm, được chứng tỏ là có độ tin cậy cao hơn so với lớp Cannon.
Vũ khí trang bị bao gồm ba pháo 3 in (76 mm)/50 cal trên tháp pháo nòng đơn có thể đối hạm hoặc phòng không, một khẩu đội pháo phòng không Bofors 40 mm nòng đôi và tám pháo phòng không Oerlikon 20 mm. Vũ khí chống ngầm bao gồm một dàn súng cối chống tàu ngầm Hedgehog Mk. 10 (có 24 nòng và mang theo 144 quả đạn); hai đường ray Mk. 9 và tám máy phóng K3 Mk. 6 để thả mìn sâu. Con tàu vẫn giữ lại ba ống phóng ngư lôi Mark 15 21 inch (533 mm), và được trang bị radar SC dò tìm không trung và mặt biển. Thủy thủ đoàn đầy đủ bao gồm 186 sĩ quan và thủy thủ.
Pope được đặt lườn tại xưởng tàu của hãng Consolidated Steel Corporation ở Orange, Texas vào ngày 14 tháng 7, 1942. Nó được hạ thủy vào ngày 12 tháng 1, 1943, được đỡ đầu bởi bà Rae W. Fabens, và nhập biên chế cùng Hải quân Hoa Kỳ vào ngày 25 tháng 6, 1943 dưới quyền chỉ huy của Hạm trưởng, Trung tá Hải quân Frederick Sherman Hall.

## Lịch sử hoạt động
Sau khi hoàn tất việc trang bị và chạy thử máy huấn luyện tại khu vực Bermuda, Pope bắt đầu phục vụ hộ tống các đoàn tàu vận tải đi sang Casablanca, Maroc thuộc Pháp, đến nơi vào ngày 23 tháng 9, 1943. Sau đó con tàu còn tiếp tục hộ tống hai đoàn tàu vận tải vượt Đại Tây Dương để đi sang Địa Trung Hải, rồi gia nhập Đội đặc nhiệm 22.3, một đội tìm-diệt tàu ngầm được hình thành chung quanh tàu sân bay hộ tống USS Guadalcanal.
Vào ngày 9 tháng 4, 1944, đội đặc nhiệm của Pope đã đánh chìm tàu ngầm U-boat Đức U-515 Đại Tây Dương về phía Tây Bắc quần đảo Madeira, Bồ Đào Nha, tại tọa độ 34°35′B 19°18′T / 34,583°B 19,3°T. Trong số thủy thủ đoàn chiếc U-boat, 16 người đã tử trận, và 44 người khác bao gồm hạm trưởng đã bị bắt làm tù binh. Đến ngày 4 tháng 6, nó tiếp tục góp công vào việc chiếm giữ chiếc U-505 tại vị trí khoảng 100 dặm ngoài khơi quần đảo Cape Verde; chiến công này được ghi nhận bởi danh hiệu Đơn vị Tuyên dương Tổng thống cho tập thể đội đặc nhiệm tàu sân bay hộ tống.
Pope tiếp tục hoạt động phối hợp cùng Guadalcanal để tuần tra chống tàu ngầm tại khu vực Đại Tây Dương và vùng biển Caribe cho đến khi chiến tranh chấm dứt tại Châu Âu. Nó đã trợ giúp vào việc đánh chìm chiếc U-546 vào ngày 24 tháng 4, 1945, ở vị trí về phía Tây Bắc quần đảo Azores tại tọa độ 43°53′B 40°07′T / 43,883°B 40,117°T. 26 thành viên thủy thủ đoàn chiếc U-boat đã tử trận, và 33 người khác sống sót bị bắt làm tù binh.
Khi xung đột chấm dứt tại Châu Âu, Pope cùng với tàu hộ tống khu trục chị em Pillsbury (DE-133) đã tháp tùng chiếc U-858, vốn đang ở giữa Đại Tây Dương, đi đến Cape May, New Jersey và đầu hàng tại Lewes, Delaware vào ngày 14 tháng 5. Sau đó nó tiếp tục hộ tống một đoàn tàu vận tải vượt Đại Tây Dương, và khi quay trở về Hoa Kỳ, nó chuyển sang vai trò canh phòng máy bay cho tàu sân bay hộ tống Solomons (CVE-67) ngoài khơi Norfolk, Virginia và Mayport, Florida.
Pope được cho xuất biên chế tại Green Cove Springs, Florida vào ngày 17 tháng 5, 1946, và được đưa về Hạm đội Dự bị Đại Tây Dương. Tên nó được cho rút khỏi danh sách Đăng bạ Hải quân vào ngày 2 tháng 1, 1971, và con tàu bị bán để tháo dỡ vào ngày 22 tháng 8, 1973.

## Phần thưởng
Pope được tặng thưởng danh hiệu Đơn vị Tuyên dương Tổng thống cùng ba Ngôi sao Chiến trận do thành tích phục vụ trong Thế Chiến II.
|  |                                         |  |
|  | Bronze star · Bronze star · Bronze star |  |

| Dãi băng Hoạt động Tác chiến (truy tặng) | Dãi băng Hoạt động Tác chiến (truy tặng)                                     | Đơn vị Tuyên Dương Tổng thống                                                | Đơn vị Tuyên Dương Tổng thống        |
| Huân chương Chiến dịch Hoa Kỳ            | Huân chương Chiến dịch Châu Âu-Châu Phi-Trung Đông với 3 Ngôi sao Chiến trận | Huân chương Chiến dịch Châu Âu-Châu Phi-Trung Đông với 3 Ngôi sao Chiến trận | Huân chương Chiến thắng Thế Chiến II |